# سالاس
سالاس دهستانی در استان آستوریاس اسپانیا است.
در این دهستان ۶٬۶۹۵ نفر زندگی می‌کنند. مساحت این دهستان ۲۲۷٫۱۱ کیلومتر مربع است.